# Episodi di In viaggio nel tempo (quarta stagione)
La quarta stagione della serie televisiva In viaggio nel tempo è stata trasmessa negli Stati Uniti per la prima volta dall'emittente NBC dal 18 settembre 1991.
In Italia la stagione è andata in onda in prima visione su Rai 1 dal 12 maggio al 30 agosto 1994.
| nº | Titolo originale                     | Titolo italiano              | Prima TV USA      | Prima TV Italia |
| -- | ------------------------------------ | ---------------------------- | ----------------- | --------------- |
| 1  | The Leap Back - 15.06.1945           | Tornerà di nuovo             | 18 settembre 1991 | 12 maggio 1994  |
| 2  | Play Ball - 06.08.1961               | E nasce una stella           | 25 settembre 1991 | 13 maggio 1994  |
| 3  | Hurricane - 17.08.1969               | Uragano                      | 2 ottobre 1991    |                 |
| 4  | Justice - 11.05.1965                 | Un cappio al collo           | 9 ottobre 1991    | 16 maggio 1994  |
| 5  | Permanent Wave - 02.06.1983          | Shampoo e messa in piega     | 16 ottobre 1991   | 17 maggio 1994  |
| 6  | Raped - 20.06.1980                   | Per amore o per forza        | 2 novembre 1991   | 18 maggio 1994  |
| 7  | The Wrong Stuff - 24.01.1961         | Gli scimponauti              | 6 novembre 1991   | 19 maggio 1994  |
| 8  | Dreams - 28.02.1979                  | Incubo                       | 13 novembre 1991  | 20 maggio 1994  |
| 9  | A Single Drop of Rain - 07.09.1953   | Piange il cielo              | 20 novembre 1991  | 23 maggio 1994  |
| 10 | Unchained - 02.11.1956               | Liberi!                      | 27 novembre 1991  | 25 maggio 1994  |
| 11 | The Play's the Thing - 09.09.1969    | Madre e figlio               | 8 gennaio 1992    | 26 maggio 1994  |
| 12 | Running for Honor - 11.06.1964       | Cadetti                      | 15 gennaio 1992   | 27 maggio 1994  |
| 13 | Temptation Eyes - 01.02.1985         | Occhi a mandorla             | 22 gennaio 1992   | 30 maggio 1994  |
| 14 | The Last Gunfighter - 28.11.1957     | Una pistola per Sam          | 29 gennaio 1992   | 31 maggio 1994  |
| 15 | A Song for the Soul - 07.04.1963     | Una canzone per l'anima      | 26 febbraio 1992  | 1 giugno 1994   |
| 16 | Ghost Ship - 13.08.1956              | Fantasmi                     | 4 marzo 1992      | 3 giugno 1994   |
| 17 | Roberto! - 27.01.1982                | Roberto!                     | 11 marzo 1992     | 6 giugno 1994   |
| 18 | It's a Wonderful Leap - 10.05.1958   | Le vite sono meravigliose    | 1 aprile 1992     | 2 agosto 1994   |
| 19 | Moments to Live - 04.05.1985         | Celebrità                    | 8 aprile 1992     | 9 agosto 1994   |
| 20 | The Curse of Ptah-Hotep - 02.03.1957 | La maledizione di Ptah-Hotep | 22 aprile 1992    | 16 agosto 1994  |
| 21 | Stand Up - 30.04.1959                | Cabaret                      | 13 maggio 1992    | 23 agosto 1994  |
| 22 | A Leap for Lisa - 25.06.1957         | Il mio amico Bingo           | 20 maggio 1992    | 30 agosto 1994  |

## Tornerà di nuovo
- Titolo originale: The Leap Back - 15.06.1945
- Diretto da: Michael Zinberg
- Scritto da: Donald P. Bellisario

### Trama
Inaspettatamente, sia Sam che Al saltano assieme; con grande sorpresa, i due scoprono che i ruoli si sono invertiti: Sam è un ologramma, mentre Al impersona Tom Jarrett, un capitano dell'Esercito americano di ritorno dalla seconda guerra mondiale, dove fu fatto prigioniero e dato per disperso. L'imprevisto è stato causato da un sovraccarico di energia durante l'ultimo salto, e offre così a Sam la possibilità di uscire dalla camera delle immagini (dove di solito è presente Al) e incontrare finalmente di persona Gooshie, il tecnico, Ziggy, l'egocentrico super-computer e soprattutto sua moglie Donna. Al però ha un compito da svolgere, e lui lo deve aiutare, a costo di riprendere il suo posto e ritornare a girovagare per il tempo.
- Curiosità. La trama dell'episodio da' la possibilità di vedere bene sia la camera delle immagini che il locale adiacente, nonché il volto dei collaboratori e l'aspetto e la voce dell'eccentrico Ziggy. La camera delle immagini, con l'acceleratore, si vede brevemente nel primo episodio, Progetto Quantum Leap (parte I), ma questa è la prima volta che il laboratorio del progetto Quantum Leap viene mostrato per intero. La moglie, Donna, era stata incontrata da Sam quando era ancora studentessa nell'episodio Un amore da salvare della prima stagione. Sam, prima di saltare nel tempo, non era sposato con lei, in quanto lo lasciò quando ormai lui era sull'altare a causa di un trauma giovanile; Sam nell'episodio indicato risolse questo trauma, e ora, rientrando dal viaggio, la ritrova come sua moglie. Il ruolo di Donna è interpretato da due attrici: Teri Hatcher, da giovane, e Mimi Kuzyk in questo episodio.

## E nasce una stella
- Titolo originale: Play Ball - 06.08.1961
- Diretto da: Joe Napolitano
- Scritto da: Tommy Thompson

### Trama
Tutto torna alla normalità, e Sam riprende il suo viaggio saltando nuovamente in un giocatore di baseball, Lester "Doc" Fuller. Doc è stato un giocatore della Major League, che si ritirò dopo che un suo lancio colpì sulla testa un battitore e lo uccise. Ora Doc gioca in una serie minore, ma Al informa Sam che il suo compito è quello di farlo ingaggiare nuovamente nella Major League. Sam si interessa a un suo giovane compagno di squadra, Chucky Myerwich, dotato di grandi doti ma destinato a rovinarsi, in quanto ha la tendenza a bere troppo e ad attaccare briga; Chucky ha una rabbia interiore che deriva dall'essere stato abbandonato dal padre. Sam vorrebbe cambiare la vita di Chucky, nonostante che Al continui a dirgli che il suo obiettivo è Doc.
- Curiosità. Sam era già stato un giocatore di baseball nell'episodio Progetto Quantum Leap (parte II) della prima stagione.

## Uragano
- Titolo originale: Hurricane - 17.08.1969
- Diretto da: Michael Watkins
- Scritto da: Chris Ruppenthal

### Trama
Sam salta in Archie Necaise, un vice-sceriffo di una cittadina sulla costa sud dello Stato del Mississippi, durante le ore che precedettero l'uragano "Camille", uno dei più catastrofici uragani mai abbattutosi sugli USA. Archie sta coordinando le operazioni di soccorso e di evacuazione della popolazione che vive sulla costa assieme a Cissy, un'infermiera del servizio di soccorso che è anche la sua fidanzata. La missione di Sam è quella di salvare la vita a Cissy, che senza il suo intervento verrebbe colpita da un oggetto contundente nel momento di massima intensità dell'uragano e morirebbe. La difficoltà è riuscire a capire che cosa o chi cercherà di uccidere Cissy, con inoltre la necessità di affrontare la spaventosa violenza dell'uragano.

## Un cappio al collo
- Titolo originale: Justice - 11.05.1965
- Diretto da: Rob Bowman
- Scritto da: Toni Graphia

### Trama
Sam con notevole sconcerto salta in un uomo, Clyde, durante una cerimonia di iniziazione al Ku Klux Klan. L'ideologia razzista che la setta rappresenta è completamente contraria ai princìpi di Sam, per cui egli si adatta a fatica al suo ruolo. Al lo informa che il suo compito è evitare che Nathaniel, un attivista per i diritti delle persone di colore, venga impiccato, e questo permette a Sam di agire con più calma e sangue freddo. In un secondo tempo si accorge anche che Clyde non è il razzista che sembrava. Quando sembra che abbia adempiuto al suo dovere, ed evitato la forca a Nathaniel, il bersaglio della setta cambia, e di conseguenza per Sam ricomincia tutto da capo.

## Shampoo e messa in piega
- Titolo originale: Permanent Wave - 02.06.1983
- Diretto da: Scott Bakula
- Scritto da: Beverly Bridges

### Trama
Sam diventa Frank Bianca, un parrucchiere di successo nella lussuosa città di Beverly Hills. Kyle, il giovane figlio della fidanzata di Frank, Laura, per caso assiste a un assassinio e riesce a vedere il colpevole, anche se non direttamente in volto. Sam vorrebbe che il ragazzino testimoniasse, ma Laura glielo proibisce, in quanto alcuni anni prima il padre di Kyle venne ucciso proprio perché anch'egli fu testimone di un fatto criminale. Nonostante che il killer spari alcuni colpi contro la casa di Laura, la paura è tale che piuttosto che coinvolgere la Polizia, Laura preferisce scappare via con Kyle, senza sapere che sta andando incontro alla morte. Fortunatamente c'è Al che tiene d'occhio la situazione.
- Curiosità. Sam una sera gioca con Kyle a "Capitan Galassia e Future Boy", i personaggi dell'immaginaria serie televisiva di fantascienza incontrata nell'episodio Ritorno al passato della terza stagione.

## Per amore o per forza
- Titolo originale: Raped - 20.06.1980
- Diretto da: Michael Zinberg
- Scritto da: Beverly Bridges

### Trama
Sam salta in Katie McBain, una ragazza che si trova in ospedale dopo aver subito uno stupro. Sam si rende subito conto che il suo compito è quello di denunciare l'aggressore, un ragazzo di nome Kevin Wentworth, ma egli è il rampollo di una famiglia bene in vista, e l'opinione pubblica si schiera tutta contro Katie/Sam. Non appena comincia il processo, Sam è convinto che il suo compito sia terminato, invece, con notevole sconcerto, egli rimane ancora al posto di Katie. Sam sa bene infatti che non è in grado di testimoniare, perché ha preso il posto di Katie dopo che avvenne lo stupro, dunque non conosce l'esatto svolgersi dei fatti, così chiede aiuto ad Al: l'unico modo di risolvere la faccenda è che la vera Katie, trasportata nel futuro quando avvenne il salto, entri nella camera delle immagini al posto di Al e suggerisca a Sam le risposte da dare.
- Curiosità. È la prima volta che una persona impersonata (e quindi sostituita) da Sam ha un ruolo attivo in un episodio: finora l'aspetto fisico di queste persone si è visto solamente quando Sam, a inizio episodio, si specchia da qualche parte per vedere come appare agli altri.

## Gli scimponauti
- Titolo originale: The Wrong Stuff - 24.01.1961
- Diretto da: Joe Napolitano
- Scritto da: Paul Brown

### Trama
Sam salta in un animale, uno scimpanzé di nome Bobo, che fa parte del Programma Mercury della NASA. Sam è comprensibilmente confuso dalla situazione, e chiede ad Al quale possa essere il suo compito. Bobo verrebbe trovato morto a causa di un trauma cranico, e Sam deve evitare questo, in modo che venga fermato un progetto di collaudo per caschi da pilota compiuto senza pietà, e senza reali necessità, su scimpanzé vivi.

## Incubo
- Titolo originale: Dreams - 28.02.1979
- Diretto da: Anita W. Addison
- Scritto da: Deborah Pratt

### Trama
Sam entra nel detective della Polizia Jack Stone, un attimo prima che egli scopra l'orribile delitto di Lea DeCaro. La visione del cadavere, con il ventre squarciato, riporta alla mente di Jack un trauma infantile; normalmente, quando Sam è al posto di qualcuno, questo è impossibile, perché la persona che salta nel futuro porta con sé tutti i suoi ricordi. In questo caso, invece, questo ricordo traumatico è rimasto nel passato, e ora fa parte di Sam e dei suoi incubi notturni. All'interno della casa vi sono i due piccoli figli della donna e il marito, visibilmente sconvolto, che sta per suicidarsi. Sam riesce a evitare che si uccida, ma questo non è sufficiente affinché Sam se ne vada: dovrà scoprire la verità, sia riguardo al delitto, che riguardo al passato di Jack.

## Piange il cielo
- Titolo originale: A Single Drop of Rain - 07.09.1953
- Diretto da: Virgil W. Vogel
- Scritto da: Richard C. Okie, Donald P. Bellisario e Ralph Meyering, Jr.

### Trama
Sam è William "Billy" Beaumont, un giovane "creatore di pioggia" (in pratica un ciarlatano), di ritorno nel suo villaggio natale nel Texas. A Sam appare strano ciò che Billy dice di saper fare, e ancor più strano è il fatto che sia famoso per questo, e accolto festosamente dagli abitanti del villaggio. Da mesi sulla zona non cade una sola goccia di pioggia, e l'arrivo di Billy è visto come provvidenziale. L'unico a non essere contento del suo ritorno è il fratello Ralph, invece la cognata Annie lo accoglie con notevole gioia. Compito di Sam è evitare che Annie, stufa della vita con Ralph, scappi via con Billy, ma Sam capisce che in qualche modo deve riuscire anche ad accontentare le persone del villaggio, e provocare la pioggia. Compito molto difficile, in quanto Al lo informa che non pioverà ancora per ben 8 mesi: l'unico modo è appellarsi all'entità superiore che guida il viaggio di Sam e sperare.

## Liberi!
- Titolo originale: Unchained - 02.11.1956
- Diretto da: Michael Watkins
- Scritto da: Paris Qualles

### Trama
Sam è Chance Cole, un detenuto che sconta una pena per truffa, e sta viaggiando su di un camion assieme ad altri prigionieri, quando il detenuto incatenato a lui, Jasper, salta giù. I due cominciano a scappare, e con l'aiuto di Al riescono per un po' a non farsi prendere; in questa circostanza, Sam riesce a impedire che Jasper venga ucciso. Costui è stato accusato ingiustamente di rapina, e così risulta anche ad Al. La fuga non dura molto, i due vengono catturati e puniti. Per cercare di scagionare Jasper, Sam dichiara chi è il vero colpevole della rapina, Jake Wiles, ma l'unico effetto che ottiene è quello di farlo uccidere, poiché tra le guardie del penitenziario c'è un complice. Per uscire dalla situazione, l'unico vero modo è tentare nuovamente la fuga.

## Madre e figlio
- Titolo originale: The Play's the Thing - 09.09.1969
- Diretto da: Eric Laneuville
- Scritto da: Beverly Bridges

### Trama
Sam salta in Joseph "Joe" Thurlow, un giovane di 25 anni, attore di belle speranze, che è l'amante di Jane Lindhurst, una vedova cinquantenne. Neil, suo figlio, si reca a New York, dove Joe e Jane vivono, per cercare di convincerla a lasciare Joe e a tornare a casa loro, a Cleveland. Al informa Sam che il suo compito è far debuttare Joe in teatro, in una messa in scena dell'Amleto di William Shakespeare, ma Sam è convinto che debba anche aiutare Jane a perseguire il suo sogno, che è quello di cantare, nonostante la resistenza del figlio e di Ted, un suo vecchio amico.

## Cadetti
- Titolo originale: Running for Honor - 11.06.1964
- Diretto da: Bob Hulme
- Scritto da: Robert Harris Duncan

### Trama
Sam salta in Thomas "Tommy" York, un capitano dei cadetti di un college della Marina. Tommy è un eccellente atleta, un leader della scuola, ma un suo ex compagno di stanza, Phillip Ashcroft, venne cacciato quando si dichiarò apertamente omosessuale, cosa non consentita dalla Marina americana al tempo. Tommy continua di nascosto a vedere Phillip, per sostenere la sua causa, ma viene visto da Ronnie Chambers, un altro cadetto, apertamente e violentemente omofobo, e quindi viene accusato di essere anch'egli omosessuale. Sam deve evitare che Phillip muoia impiccato, e far sì che Tommy prosegua la sua carriera.

## Occhi a mandorla
- Titolo originale: Temptation Eyes - 01.02.1985
- Diretto da: Christopher Hibler
- Scritto da: Paul Brown

### Trama
Sam è Dylan Powell, un reporter televisivo, il quale si trova sulla scena del delitto di una prostituta, nel quartiere di Chinatown a San Francisco. L'omicidio è l'ultimo di una serie, e ogni volta Powell è stato avvertito telefonicamente dall'assassino. La Polizia chiama una sensitiva molto dotata, Tamlyn Matsuda, che riesce a indirizzare le indagini verso una direzione precisa. Sam si innamora di Tamlyn, e una sera lei lo vede com'è veramente, riflesso in uno specchio. A questo punto Sam, contrariamente alle regole e agli avvertimenti di Al, si confida con lei, e le racconta del progetto Quantum Leap, e del fatto che la deve proteggere, altrimenti sarà lei la prossima vittima.
- Curiosità. Il brano che si sente durante l'episodio è I Want to Know What Love Is, dei Foreigner. La canzone era in vetta alle classifiche americane nel periodo in cui è ambientato l'episodio.

## Una pistola per Sam
- Titolo originale: The Last Gunfighter - 28.11.1957
- Diretto da: Joe Napolitano
- Scritto da: Sam Rolfe e Chris Ruppenthal

### Trama
Sam è Tyler Means, un anziano ex pistolero, uno degli ultimi testimoni dell'epopea del Far West. Tyler ormai è un'attrazione turistica, facendo rivivere una vecchia sparatoria che egli affrontò in gioventù a uso e consumo delle persone che visitano la vecchia cittadina in cui vive. Un bel giorno, però, arriva un suo vecchio socio, Pat Knight, che si dice disonorato dal suo comportamento e lo sfida a duello. Sam dovrà evitare che Tyler venga ucciso, e far sì che le sue storie diventino una serie televisiva, per destinare il ricavato alla figlia vedova e al suo giovane nipote.

## Una canzone per l'anima
- Titolo originale: A Song for the Soul - 07.04.1963
- Diretto da: Michael Watkins
- Scritto da: Deborah Pratt

### Trama
Sam salta in Cheree, una ragazza membro di un trio Rhythm and Blues. La leader del gruppo, Lynelle, è tormentata dal ricordo della madre, che secondo lei si è lasciata morire per sfuggire al padre, da lei giudicato oppressivo, il Reverendo Walters. Egli non vuole che Lynelle, di soli 15 anni, intraprenda la carriera di cantante sotto l'equivoco Bobby Lee, il padrone del locale dove il trio si esibisce. Bobby Lee vorrebbe approfittare di Lynelle e del suo desiderio di affermazione, ma per fortuna c'è Sam a vigilare e a far prendere alla storia la giusta direzione.
- Curiosità. La figura del trio di giovani cantanti di colore è ispirata al gruppo The Supremes, che ebbe molto successo negli anni '60.

## Fantasmi
- Titolo originale: Ghost Ship - 13.08.1956
- Diretto da: Anita W. Addison
- Scritto da: Donald P. Bellisario e Paris Qualles

### Trama
Sam è Eddie Brackett, il copilota di un idrovolante, un Grumman G-21 Goose, che sta trasportando il figlio del proprietario del velivolo, Grant Cutter Jr., e sua moglie, da Norfolk in Virginia alle Isole Bermude per il loro viaggio di nozze. A un certo punto la strumentazione di bordo impazzisce, e il pilota, il capitano Cooper, decide di tornare indietro, perché l'aereo è entrato nel famigerato Triangolo delle Bermude. Cooper ebbe una brutta avventura nel 1944 in questa zona: durante un'operazione di caccia agli U-Boot tedeschi, lui e gli altri tre aerei della sua squadriglia svanirono nel nulla; solamente lui venne ritrovato, 8 giorni dopo, incapace di ricordare cosa fosse successo. Il problema è che la moglie di Cutter si sente male a causa di un'appendicite, e bisogna portarla al più presto all'ospedale più vicino, vale a dire alle Bermude, poiché il ritorno a Norfolk le sarebbe fatale.
- Curiosità. Il Goose utilizzato nell'episodio è lo stesso velivolo utilizzato nella serie I predatori dell'idolo d'oro, il "Cutter's Goose", cioè il Goose di Jake Cutter, il protagonista della serie; in conseguenza a ciò, anche in questo episodio il proprietario del velivolo si chiama Cutter. Parte della trama dell'episodio, cioè quando durante una tempesta uno dei motori si ferma ed è necessario disfarsi del carico per recuperare quota, è simile a quanto avviene nell'episodio pilota della serie, che fu prodotta anch'essa da Donald P. Bellisario.

## Roberto!
- Titolo originale: Roberto! - 27.01.1982
- Diretto da: Scott Bakula
- Scritto da: Chris Ruppenthal

### Trama
Sam è Roberto Gutierrez, un giornalista televisivo che conduce un talk show che porta il suo nome, Roberto, nel quale intervengono personaggi strampalati che raccontano storie al limite dell'assurdo, e che sovente finisce in rissa. La collega Jani Eisenberg lo sfida a trovare, per una volta, una storia seria, e finalmente questo accade: un'azienda locale di pesticidi in realtà conduce illegalmente ricerche su armi chimiche, e i due cercano di trovare le prove per smascherare il proprietario, a rischio della loro vita.
- Curiosità. Il personaggio di Roberto è ispirato al giornalista Geraldo Rivera, che presentò un talk show dal nome Geraldo dal 1987 al 1998.

## Le vite sono meravigliose
- Titolo originale: It's a Wonderful Leap - 10.05.1958
- Diretto da: Paul Brown
- Scritto da: Danielle Alexandra e Paul Brown

### Trama
Sam salta in Max Greenman, un taxista di New York. Non appena saltato, Sam si distrae un attimo per vedere com'è il suo aspetto, e così facendo investe un pedone, Angela, un'allegra signora che fortunatamente non ha alcun graffio. Ben presto lei afferma di essere un angelo vero, e che è lì per aiutarlo. Al e Sam non credono a questo, soprattutto Al, che però, stranamente, viene visto da Angela. Max sta per finire di raccogliere i soldi necessari per ottenere una licenza di taxi propria, ma l'ultimo giorno utile viene rapinato. Al informa Sam che suo compito è evitare che venga ucciso durante la rapina, e in effetti così accade, perché Angela prende la pallottola al suo posto, restando illesa. Il padrone della compagnia di taxi, Frank O'Connor, non viene incontro a Max, negandogli la licenza, così suo padre Lenny lo affronta con una pistola. Quando tutto sembra precipitare, Sam risolverà la situazione.
- Curiosità. L'episodio è un omaggio al celebre film La vita è meravigliosa di Frank Capra. Durante una corsa, Sam/Max, conoscendo il futuro, discute con un passeggero sul fatto che converrà investire nel settore immobiliare, perché presto verranno costruiti nuovi palazzi. Il passeggero, che viaggia in compagnia di suo figlio, si scopre essere Fred Trump, fondatore dell'omonima dinastia di imprenditori immobiliari, mentre il figlio dodicenne è ovviamente il futuro presidente degli Stati Uniti Donald Trump.

## Celebrità
- Titolo originale: Moments to Live - 04.05.1985
- Diretto da: Joe Napolitano
- Scritto da: Tommy Thompson

### Trama
Sam questa volta diventa un attore di soap opera, Kyle Hart. Per contratto Kyle deve pranzare con la vincitrice di un concorso a premi, Norma Pilcher, che al termine dell'incontro lo sequestra, minacciandolo con una pistola. Norma vuole avere un figlio con lui, ritenendolo l'unica persona adatta, ed essendo d'accordo col marito Hank. Dopo un tentativo di fuga andato male, Sam deve cercare di far ragionare Hank, convincendolo che Norma non ha bisogno di un figlio, ma di cure adeguate.

## La maledizione di Ptah-Hotep
- Titolo originale: The Curse of Ptah-Hotep - 02.03.1957
- Diretto da: Joe Napolitano
- Scritto da: Chris Ruppenthal

### Trama
Sam salta in Dale Conway, un egittologo, proprio nel momento in cui viene effettuata un'importante scoperta: la tomba del faraone Ptah-Hotep II. Dale è assieme alla sua collega Ginny Will, e i due si rendono subito conto che manca l'elemento più importante: il sarcofago del faraone, che sembra essere stato rubato in tempi antichi. Al informa Sam che Dale e Ginny scompariranno nel nulla, cosa che deve evitare; Sam è piuttosto assorbito dalla scoperta, e finalmente capisce che il sarcofago è celato in un'altra stanza. Una volta raggiunta, scatta una trappola e Dale e Ginny restano chiusi all'interno: Sam deve trovare una via d'uscita, in modo da salvare se stesso e la sua collega dalla maledizione del faraone.

## Cabaret
- Titolo originale: Stand Up - 30.04.1959
- Diretto da: Michael Zinberg
- Scritto da: Deborah Pratt

### Trama
Stavolta Sam salta in Davey Parker, un cabarettista membro di un trio di comici, formato oltre che da lui da Mack MacKay e da Frankie Washarskie. Nonostante che Mack e Frankie litighino di continuo, i due in realtà si amano, e Sam è convinto che debba aiutarli a mettersi definitivamente insieme. Mack ha un brutto carattere, e questo, secondo Al, lo porterà a scomparire nel nulla a Las Vegas, cosa che Sam deve evitare. Il trio viene invitato a esibirsi proprio in quella città da Carlo Degorio, il padrone di un casinò, il quale ha agganci con la malavita. Degorio invita Frankie fuori a cena, e tanto basta a far infuriare Mack, che lo colpisce con un pugno. Sam capisce che sarà la vendetta di Degorio a far scomparire Mack, e si mette all'opera per evitarlo.

## Il mio amico Bingo
- Titolo originale: A Leap for Lisa - 25.06.1957
- Diretto da: James Whitmore, Jr.
- Scritto da: Donald P. Bellisario

### Trama
Sam, con molta sorpresa, salta in Al, quando era un giovane Guardiamarina e si faceva chiamare "Bingo" dai commilitoni. Al è agli arresti domiciliari, accusato dello stupro e dell'omicidio della moglie del Comandante della base, Dirk Riker. L'unica persona che potrebbe aiutare Al è Lisa, un'infermiera sposata che è la sua amante, ma Sam/Al, per non rovinarle la carriera, le dice di tacere; lei, quella stessa sera, rientrando a casa, ha un incidente stradale mortale e così viene a mancare l'unico testimone a favore. Le probabilità che Al venga condannato a morte aumentano talmente che a un certo punto sparisce, e un tal Edward St. John V ne prende il posto nella camera delle immagini. Fortunatamente Ziggy indica a Sam dove cercare un indizio a favore, e questo comincia a far migliorare la situazione; il giovane Al, che è finito nel futuro in seguito al salto di Sam, viene proiettato in un punto del tempo antecedente al delitto per sistemare definitivamente le cose.
- Curiosità. È la seconda volta che una persona sostituita da Sam ha un ruolo attivo nell'episodio, dopo la giovane Katie McBain nell'episodio Per amore o per forza di questa stagione.